# Лиласте (Царникавская волость)
Лиласте (латыш. Lilaste) — населённый пункт  в Царникавской волости, Адажского края Латвии. Расположен на севере волости, на левом берегу реки Лиласте между озером Лиласте и побережьем Рижского залива, к северу от железной дороги Рига — Скулте (станция Лиласте) и шоссе А1, в 13 км от волостного центра Царникава, в 16,5 км от районного центра Дзагье и в 35 км от центра Риги. На другом берегу реки Лиласте находится одноименная деревня Саулкрастского района.
На территории поселка расположены два многоквартирных дома, индивидуальные постройки, подсобные хозяйства. На территории Лиласте находятся здания, построенные для учебной базы зенитных войск бывшей Советской Армии, которые постепенно отстраиваются.  В Лиласте расположены гостиница «Медзабаки» (на берегу озера) и деревообрабатывающее предприятие.
Рядом с железнодорожной станцией находится параболическая дюна Лиласте высотой до 28 метров (по другим данным — 20,2 метра), которая когда-то располагалась на берегу моря, но постепенно была снесена ветром к железной дороге. С 1930-х годов дюна заросла лесом и перестала двигаться.

## Население
В 2015 году в селе проживало 164 жителя, в 2020 году – 148 жителей.